# 平義久
平 義久（たいら よしひさ、1937年6月3日 - 2005年3月13日）は、日本の作曲家。生涯の大半をパリで過ごした。

## 経歴
1937年、東京都生まれ。東京藝術大学を経て、フランスのパリ音楽院でアンリ・デュティユー、アンドレ・ジョリヴェ、オリヴィエ・メシアンらに作曲を学ぶ。1971年に作曲クラス一等賞を得て同院を卒業し、同年リリー・ブーランジェ賞を受賞してパリの楽団にデビューする。その後そのままパリに居住し、作曲活動を続けた。またエコール・ノルマル音楽院の作曲科教授として多くの後進の指導に当たった。日本人生徒では山下恵、斉木由美、三浦則子、法倉雅紀、岸野末利加、岡谷かおりなどが挙げられる。台湾人生徒では連憲升、楊金峯、王思雅、陳兪州などが挙げられる。
ロワイアンやメスなどのフランスの各地の音楽祭から委嘱を受け、それらのうちのいくつかの作品はドイツなど欧州の他国でも良く演奏されるようになった。またフルーティストのピエール＝イヴ・アルトーをはじめ、実力と理解のある多くの演奏家との共同作業により、特にフルートをはじめとする器楽曲でも多くの作品を生み出した。
1974年、NHK交響楽団によって代表作の一つ「クロモフォニー」が日本初演され、これが渡仏後の平の音楽を日本に大きく紹介する最初のきっかけとなった。このときの模様は、その後多くの誌面で紹介され、注目された。
時折日本に帰国してレクチャーやシンポジウムを開いていたが、中でも特筆されるのは、1992年に細川俊夫の主催する秋吉台国際20世紀音楽セミナー&フェスティバルの招待講師を務めたことが挙げられる。また、2002年には小澤征爾率いる水戸室内管弦楽団から委嘱を受けている。
晩年は長く体調を崩していたが、2005年3月13日、肺炎のためパリで死去した。

## 作品総論
平の作品は一貫して、色彩的で繊細な音響の中に鋭い緊張感を含んでいる。ソロの器楽曲から大規模なオーケストラ曲、あるいは打楽器などのような特殊な編成に至るまで、緻密で繊細な楽器法や管弦楽法を駆使し、直接認識されない残響の中で緊張感を制御する書法に長けている。静寂の中に祈りを見出すという自身の言葉は、ドビュッシーに代表されるフランス近代音楽の色彩に関する鋭い感覚と、日本の伝統音楽の持つ音と音の隙間における見えない緊張感の駆け引き（いわゆる「間（ま）」と呼ばれる）を良く表している。
最初期には上述の直接の師匠に当たるメシアン、デュティユー、ジョリヴェなどの近現代フランス音楽のほか、一部の平に関する文献に見られるように、一世代上に当たる武満徹や湯浅譲二の作品（彼らの属したグループ「実験工房」は詩人瀧口修造や前述の秋山邦晴をはじめとするメンバーたちの交流によって、その同時代のフランスの文学や芸術には驚くほど精通していた）また同世代の日本の作曲家たち、特に八村義夫との相互の影響（これは個人的親交といった視点を超えて、相互の作品に見られる様々な音響の類似点が挙げられるだろう。八村の曲では管弦楽曲「錯乱の論理」やチューブラーベルの長い冒頭ソロを含む室内楽曲「星辰譜」などを参照のこと）、そして何といっても日本には早くから多くの情報が伝えられていたダルムシュタット夏季現代音楽講習会におけるブーレーズをはじめとする初期ダルムシュタット楽派の動向を無視することは出来なかった。しかしパリに来たことによって逆に平は日本文化の再認識に直面し、以後独特の作風へと到達する。
それまで意識して避けていたペンタトニックに基づくメロディラインを積極的に用いるようになったのは1970年代に入ってからだが、これは平本人の証言によると文楽のパリ公演を見たことがきっかけだという。具体的には1973年の弦楽三重奏曲ディオプタズからこの兆候は顕著に現れる。確かに彼の曲の一部分、特に弦楽やピアノパートにおいては、メシアンを思わせる房状和音が一種独特のメロディラインを形成して並んでいるが、これの各行を良く見るとペンタトニックを思わせる長二度や短三度を形成しているのが読み取れる。また5や7の数に基づくリズム書法も多く見られるが、これも本人の言によると和歌など日本語の韻律に基づくのだという。しかしこれはペンタトニックや和歌の韻律のあからさまな引用ではなく、むしろ音響や不合理リズムを追求した上での到達点と見るべきであり、日本文化の影響という視点ではやはり前述の通り残響に含まれる緊張感という次元で捉えるべきだろう。
1980年代に入ると、大規模な作品は影を潜め、音響も激しい断絶よりは高度に調和の取れた和声法や管弦楽法に基づく連続的かつ流動的な書法に変化していった。2000年のNHK-FM海外現代音楽特集での猿谷紀郎の解説では、丁度その時放送された平の中規模の室内アンサンブル曲「デルタ」が1980年代以降の彼の音楽のプロトタイプに当たると述べていたが、まさにその頃からの書法の変化は「ポリエードル」などの管弦楽曲に良く現れている。室内楽曲でも、編成として好んで用いたフルートやピアノなどの楽器法のこれらの年代における変化は容易に読み取れるだろう。晩年の「彩雲」や「レトゥール」ではさらにこの流動的な書法が顕著になっているが、しかし決して安易な過去の音楽への回帰（例えば明らかな調性感や単純な反復によるリズム感など）には手を染めなかったことは、彼の作曲に対する厳格な態度を一貫させたと言えるだろう。

## 主要作品
タイトルがフランス語の作品のうち、日本で発売されたＣＤやレコードでカタカナ表記がなされているもの、ないしは日本語訳されているものについては〔〕内に併記した。ただし、音源によって、カナ表記が異なるものが存在するため、それらについては除外した。
「Convergence」については、『マリンバセレクションズ／安倍圭子』（デンオン）では「コンベルジェンス」、 『70年代日本のコントラバス作品集』（フォンテック）では「コンヴェルジャンス」となっている。
「Hiérophonie」については、ＣＤ『日本の作曲・21世紀へのあゆみ25』（「日本の作曲・21世紀へのあゆみ」実行委員会）では、「ヒエロフォニー」、『パーカッションの妙技』（BIS／輸入・発売元キングインターナショナル）では「イエロフォニー」と表記されている。フランス語ではhを発音しないため、原語読みを重視するならば後者が正しい。
出版は主にTransatlantiques, Rideau Rouge, Durandの各社より。Rideau Rougeは現在Durandに吸収合併済みであり、再版を重ねたRideau Rougeの楽譜はDurandより出版されている（Fu-Mon, Sho-Roなど）。

### 管弦楽
- 1969 Hiérophonie III （2222/4231/timb, 3perc, 1hrp, 弦5部）Rideau Rouge
- 1971 Stratus（フルート、ハープ、22人の弦楽アンサンブル）
- 1973 Chromophonie〔クロモフォニー〕（4333/4431/5perc, 1piano+celesta, 2hrp, 14/12/10/8/6）Rideau Rouge
- 1975 Sonomorphie III
- 1977 Méditations
- 1980 Erosion I （フルート独奏と管弦楽）Transatlantiques
- 1982 Delta （室内管弦楽 ピッコロ、オーボエ、クラリネット、ファゴット、3打楽器、ヴィオラ、チェロ、コントラバス）Transatlantiques
- 1983 Moksa, vimoksa〔モクシャ・ヴィモクシャ〕
- 1984 Tourbillon（6人の打楽器と管弦楽）
- 1987 Polyèdre〔ポリエードル〕
- 1988 Flautissimo（32人のフルートオーケストラ）Transatlantiques
- 1994 Facettes （エレクトリックギターソロと室内管弦楽 fl 1, htb 1, cl 1, bsn 1, cor 1, trp 1, perc 2, piano 1, vn 2, alt 1, vc 1, cb 1, El-guit solo）
- 1997 彩層
- 2002 彩雲（室内管弦楽）
- 2003 Retour（ソプラノ、管弦楽）

### 室内楽・器楽
- 1967 Sonate（ヴァイオリン）
- 1968 Sonate（ヴィオラ）
- 1969 Hiérophonie I （4チェロ）Rideau Rouge
- 1970 Hiérophonie II（3フルート、4ヴィオラ、2コントラバス、ピアノ、ハープ、4打楽器）Rideau Rouge
- 1970 Sonomorphie I （ピアノ）
- 1971 Hiérophonie IV（フルート、ピッコロ、アルトフルート、バスフルート　1人の奏者の持ち替えによる）Rideau Rouge
- 1971 Fusion （2フルート、3打楽器）
- 1971 Sublimation〔昇華〕（ハープ）
- 1972 Stratus（フルート、ハープ）
- 1972 Dioptase（弦楽三重奏）Rideau Rouge
- 1972 Maya（バスフルートあるいはアルトフルート）
- 1972 Ignescences（2ピアノ、1打楽器）Rideau Rouge
- 1973 Radiance（ピアノと13奏者〈2フルート、オーボエ、クラリネット、トロンボーン、ホルン、ヴァイオリン、ヴィオラ、チェロ、3打楽器、ハープ〉）
- 1974 Pantalpha〔パンタルファ〕（フルート、クラリネット、マリンバ、コントラバス、打楽器）
- 1974 Hiérophonie V （6打楽器）Rideau Rouge
- 1974 Eveil（オーボエ、ハープ）Rideau Rouge
- 1975 Convergence I （マリンバ） Rideau Rouge
- 1976 Clea（12人の弦楽アンサンブル ヴァイオリンI 4, ヴァイオリンII 3, ヴィオラ 2, チェロ 2, コントラバス 1）Rideau Rouge
- 1976 Convergence II（コントラバス）Rideau Rouge
- 1976 Interférences I 〔衝突〕（2チェロ）Rideau Rouge
- 1976 Convergence III（ヴァイオリン）Rideau Rouge
- 1980 Dimorphie（2打楽器）Transatlantiques
- 1980 Fu-mon （4フルート）Rideau Rouge
- 1980 Cadenza I （フルート）
- 1981 Ressac （フルート、オーボエ、クラリネット、バスーン、ホルン、2打楽器、ハープ、ピアノ、2ヴァイオリン、ヴィオラ、チェロ）
- 1981 Pénombre I （2ギター、12人の弦楽アンサンブル）
- 1984 Prolifération（オクトバスフルートと14奏者〈フルート、オーボエ、クラリネット、ファゴット、トランペット、ホルン、トロンボーン、打楽器、ピアノ、2ヴァイオリン、ヴィオラ、チェロ、コントラバス〉）
- 1984 Monodrame I （打楽器）
- 1986 Synchronie（2フルート or フルート、尺八）
- 1986 Monodrame II（ファゴット）
- 1987 Pénombre III（ハープと6奏者〈フルート、クラリネット、2ヴァイオリン、ヴィオラ、チェロ〉）
- 1988 Monodrame III（ギター）
- 1989 Aïalos〔アイオロス〕 （フルート、ハープ or フルート、ハープ、テープ）Transatlantiques
- 1990 Synergie（2コントラバス）
- 1994 Pénombre V（ヴィオラ、ピアノ）
- 1994 Filigrane I （フルート、ピアノ）Transatlantiques
- 1994 Sho Ro（ピアノ）
- 1996 Pénombre VI（アルトサックス、ピアノ）
- 1996 Divergence （弦楽四重奏）
- 2005 ambre （2フルート）絶筆作品

- 19?? Pénombre II（コントラバス、ピアノ 1982年出版）

## 注
1. ↑  秋山邦晴が1978年の著書「日本の作曲家たち」（上下巻）の中で、平の生年が1938年と誤記されているように、本当は1937年が正しいのだが、日本の文献では当時よりいまだに生年の表記に混乱が見られる。海外でも1938年表記が見られる。例として、フランスのDurand-Salabert-Eschig社のカタログを掲げる。　また、ラルースの音楽事典（Le dictionnaire de la Musique 1992年版）でも38年とされていた。
2. ↑  湯浅譲二と武満徹がそのコンサートに同席して肯定的な感想を述べた旨が書かれている。